# Palazzo Reale (Corteolona)
Il palazzo reale di Corteolona fu la residenza estiva della corte longobarda prima e dei re e imperatori del regno d’Italia fino alla metà del X secolo, quando l’imperatrice Adelaide di Borgogna donò il complesso al monastero del Santissimo Salvatore di Pavia.

## Storia
Il palazzo fu fatto realizzare da re Liutprando a partire dal 729 nel luogo in cui forse il padre Ansprando aveva già fatto realizzare un precedente edificio. Corteolona si trova a nord della confluenza dell'Olona nel Po, a circa 18 chilometri dal Palazzo Reale di Pavia, su di un terrazzo fluviale modellato dagli avvallamenti scavati dai due fiumi. Il complesso era dotato di terme, poi fatte trasformare dal sovrano (dopo il suo ritorno da Roma) in chiesa, dedicata a Sant’Anastasio (alla quale fu poi aggiunto un monastero), come testimoniato da Paolo Diacono e, soprattutto, da due epigrafi (ora scomparse, ma delle quali si è conservato il testo), che ci forniscono descrizioni degli ambienti del palazzo. La chiesa e forse anche altri ambienti del palazzo erano decorati con mosaici e marmi, Liutprando fece infatti giungere direttamente da Roma colonne e marmi pregiati per il complesso. Il palazzo continuò a essere utilizzato da re imperatori anche dopo la caduta del regno longobardo. Nell’825, l’imperatore Lotario qui emanò il capitolare Olonense, con il quale vennero riorganizzate su base territoriale le scuole del regno e, per la prima volta in Occidente, la scuola venne organizzata dall’autorità statale, dato che le scuole ecclesiastiche, per incuria e disinteresse di alcuni vescovi, stavano attraversando una fase di decadenza. Dal momento della conquista franca alla fine del IX secolo si ha notizia di almeno due assemblee generali del regno (riunioni durante le quali erano convocati i grandi funzionari e i più importanti ecclesiastici –marchesi, conti, vescovi, abati –accompagnati dal loro seguito, per leggere il re, decidere campagne militari o per fornire il loro consiglio nella formulazione delle leggi) tenute nel palazzo di Corteolona.

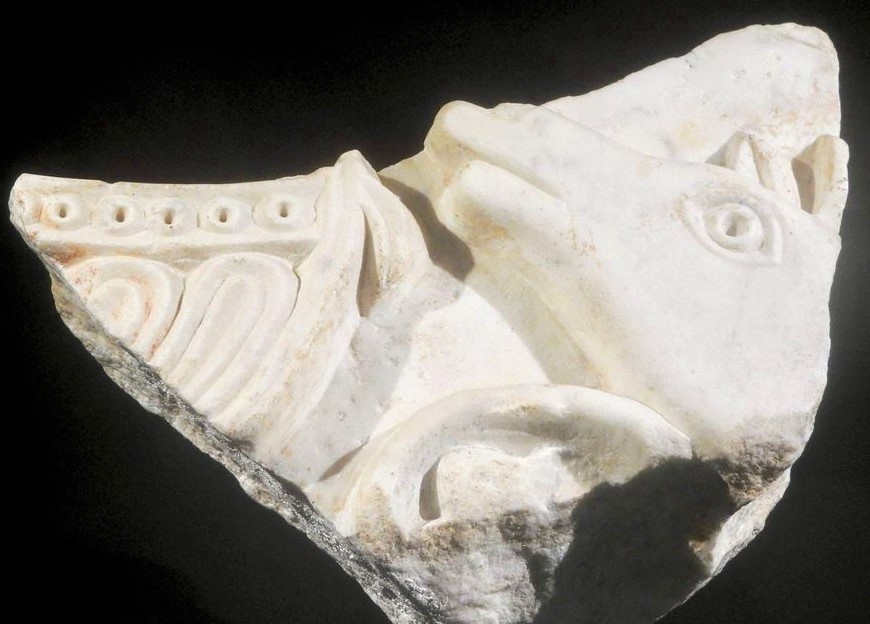
Frammento di pluteo con testa di agnello, Pavia, musei Civici

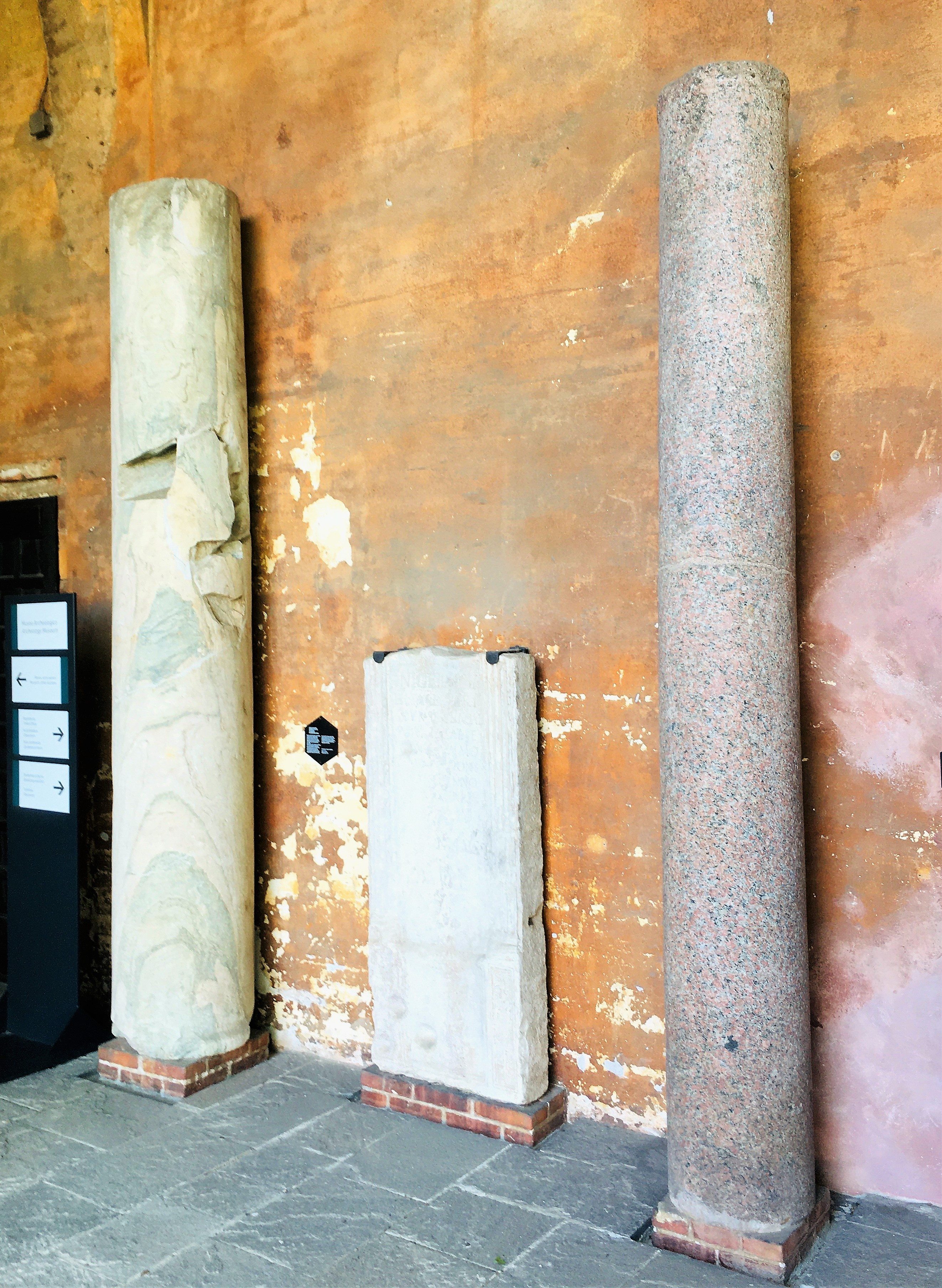
Due colonne di età romana: la prima in marmo proconnesio e l'altra in granito rosso egiziano entrambe provenienti dal sito del palazzo, Pavia, musei Civici

Intorno al 900 Berengario I fece fortificare il palazzo con mura, torri e un fossato e alla metà del sec. X, l’imperatore Lotario II lasciò il palazzo in dote alla moglie Adelaide. Morto il sovrano, Berengario II e Adalberto tentarono di bloccare la cessione, ma l'azione di Ottone I fermò questa mossa. Infine Adelaide lasciò Corteolona (insieme al monastero di Sant’Anastasio e al palazzo reale) al monastero del Santissimo Salvatore di Pavia. Il complesso del palazzo, ora inserito all’interno della cascina Castellaro, fu individuato solo intorno al 1889, ma non è stato ancora sottoposto a indagini archeologiche. Pur in assenza di scavi, l’area della cascina ha restituito alcune colonne di marmo e granito rosso di età romana e un frammento di pluteo in marmo con testa di agnello in atto di abbeverarsi a un càntharos, opera che rappresenta una delle più alte testimonianze della scultura longobarda nel periodo di massima fioritura dell'arte longobarda: la “rinascenza liutprandea”. Tali reperti furono donati nel 1912 dai proprietari della cascina ai Musei Civici di Pavia. Sempre provenienti dal palazzo sono anche quattro colonnine (datate alla metà dell’VIII secolo), con capitelli di raffinata fattura, reimpiegate in una bifora nell’ex monastero di Santa Cristina e Bissone. Alla interno della cascina si conserva la chiesa di Sant’Anastasio, anche se l’attuale edificio sembrerebbe frutto di ricostruzioni databili al XIV e al XV secolo (come la presenza di porte e finestre in cotto con arco ogivale sembrerebbe testimoniare), tuttavia anche la cappella non è stata ancora oggetto di indagini.